# نادي أنادولو إفيس لكرة السلة
نادي أنادولو إفيس لكرة السلة (بالتركية: Anadolu Efes SK)‏ هو فريق كرة سلة تركي للمحترفين تأسس في سنة 1976 يقع مقره في إسطنبول. يلعب في الدوري التركي لكرة السلة والدوري الأوروبي لكرة السلة.

## الإنجازات

### المحلية
الدوري التركي لكرة السلة
- الفوز (13): 1979، 1983، 1984، 1992، 1993، 1994، 1996، 1997، 2002، 2003، 2004، 2005، 2009

كأس تركيا لكرة السلة
- الفوز (10): 1994، 1996، 1997، 1998، 2001، 2002، 2006، 2007، 2009، 2015

كأس رئيس تركيا لكرة السلة
- الفوز (10): 1986، 1992، 1993، 1996، 1998، 2000، 2006، 2009، 2010، 2015

### أوروبية
- الدوري الأوروبي لكرة السلة

الفائز (2): الدوري الأوروبي 2020–21، الدوري الأوروبي 2021–22
الوصيف (1): الدوري الأوروبي لكرة السلة 2018-19
المركز الثالث (2): الدوري الأوروبي لكرة السلة 1999–2000، الدوري الممتاز لكرة السلة 2000–01
الدور ربع النهائي (5): الدوري الأوروبي لكرة السلة 2000، الدوري الأوروبي لكرة السلة 2001، الدوري الأوروبي لكرة السلة 2019، الدوري الأوروبي لكرة السلة 2021، الدوري الأوروبي لكرة السلة 2022
- كأس سابورتا (غير متأهل)

الوصيف (1): كأس الاتحاد الدولي لكرة السلة 1992–93
- كأس كوراتش لكرة السلة (غير متأهل)

الفائز (1): 1995–96

## أبرز اللاعبين
من أبرز اللاعبين الذين لعبوا معه:
- سينك أكيول
- كونراد مكراي
- دانيال سانتياغو
- إندر أرسلان
- كايا بكر
- ماريو كاسون
- محمد أوكور
- ميكاليس كاكيوزيس
- بريدراغ دروبنياك
- سميح إردن

## وصلات خارجية
- anadoluefessk.org